# June Vander Willigen
June Vander Willigen (ca. 1940), ook bekend als June Jacques (achternaam van de echtgenoot), is een Belgisch voormalig badmintonster.

## Levensloop
Vander Willigen werd in totaal 17 keer Belgisch kampioene, waarvan zesmaal in het 'enkelspel' (1964, 1967, 1968, 1969, 1971 en 1973), achtmaal in het 'dames dubbel' (1961, 1964 en 1965 met Bep Verstoep, 1967, 1968, 1969, 1971 en 1973 met Gerda Moens-Cairns) en driemaal in het 'gemengd dubbel' (1963 en 1964 met Herman Moens en 1970 met Roger Vanmeerbeek)  (1963 en 1964).
Ook won ze eenmaal de French Open, met Brigitte Potthof in 1971. Alsook zesmaal de Swiss Open, waarvan eenmaal in het enkelspel (1964), viermaal in het 'dames dubbel' (met Bep Verstoep in 1964 en 1965, Brigitte Potthoff in 1969 en Ingrid Wieltschnig in 1970) en eenmaal in het 'gemengd dubbel' (met Roger Vanmeerbeek in 1969).